# Amyops ingens
Amyops ingens är en fjärilsart som beskrevs av Karsch 1895. Amyops ingens ingår i släktet Amyops och familjen tandspinnare. Inga underarter finns listade i Catalogue of Life.